# Julius Lovy
Julius Lovy (Furth, Baviera, 1801 - París, 1863) fou un periodista francès d'origen alemany. Julius Lovy va cursar els seus estudis en la Facultat de Dret de París, la capital de França, i després es va dedicar al periodisme, i en 1832 va fundar "Ménestrel", una revista musical, i va ser el seu redactor en cap, com a periodista fou una mica excèntric i mordaç. Va deixar escrites algunes poesies, i va col·leccionar els Chants religieux, una obra del seu pare, el hazan i rabí Israel Lovy.